# Vosováti
Vosováti (ukránul: Вишоватий) falu Ukrajnában, a Kárpátalján, a Técsői járásban.

## Fekvése
Técsőtől északkeletre, Kökényes északi szomszédjában fekvő település.

## Története
A 322 méter tengerszint felett fekvő Vosováti falunak a 2001 évi népszámláláskor 1803 lakosa volt.

## Nevezetességek
- Cserkunik Jurij - fafaragó népi iparművész